# Philip Sclater
Philip Lutley Sclater FRS FRGS FZS FLS (4 tháng 11 năm 1829 – 27 tháng 6 năm 1913) là một nhà động vật học và luật sư người Anh. Trong lĩnh vực động vật học, ông là một chuyên gia điểu cầm học, và ông đã xác định nhiều khu vực địa lý động vật chính trên thế giới. Ông từng là chủ tịch Hội Động vật học London trong 42 năm từ 1860-1902.

## Các loài động vật được đặt theo tên Sclater
- Eulemur flavifrons (tên tiếng Anh Sclater's Lemur)
- Forpus sclateri hiện đổi thành Forpus modestus
- Lopophorus sclateri
- Eudyptes sclateri
- Cacicus sclateri
- Poecile sclateri
- Doliornis sclateri